# Элин (приток Келарви)
Элин — река в России, протекает по Муезерскому району Карелии. Устье реки находится в 10 км по левому берегу реки Келарви (в нижнем течении — Хауге). Длина реки составляет 11 км.

## Данные водного реестра
По данным государственного водного реестра России относится к Балтийскому бассейновому округу, водохозяйственный участок реки — Реки Карелии бассейна Балтийского моря на границе РФ с Финляндией, включая оз. Лексозеро. Относится к речному бассейну реки Реки Карелии бассейна Балтийского моря.
Код объекта в государственном водном реестре — 01050000112102000010181.